# Sorcy-Bauthémont
Sorcy-Bauthémont ist eine französische Gemeinde mit 147 Einwohnern (Stand 1. Januar 2022) im Département Ardennes in der Region Grand Est. Sie gehört zum Kanton Signy-l’Abbaye im Arrondissement Rethel. 

## Geographie
Sorcy-Bauthémont liegt rund 13 Kilometer nordöstlich von Rethel. Das Gemeindegebiet wird vom Fluss Saulces durchquert. 
Nachbargemeinden sind Vaux-Montreuil im Norden, Chesnois-Auboncourt im Nordosten, Écordal im Osten, Charbogne im Südosten, Alland’Huy-et-Sausseuil im Süden, Amagne im Südwesten, Faux im Westen sowie Auboncourt-Vauzelles und Saulces-Monclin im Nordwesten.

## Bevölkerungsentwicklung
| Jahr      | 1962 | 1968 | 1975 | 1982 | 1990 | 1999 | 2008 | 2019 |
| --------- | ---- | ---- | ---- | ---- | ---- | ---- | ---- | ---- |
| Einwohner | 177  | 169  | 152  | 124  | 127  | 139  | 141  | 146  |

## Sehenswürdigkeiten
- Kirche Notre-Dame aus dem 12. Jahrhundert, Monument historique[1]

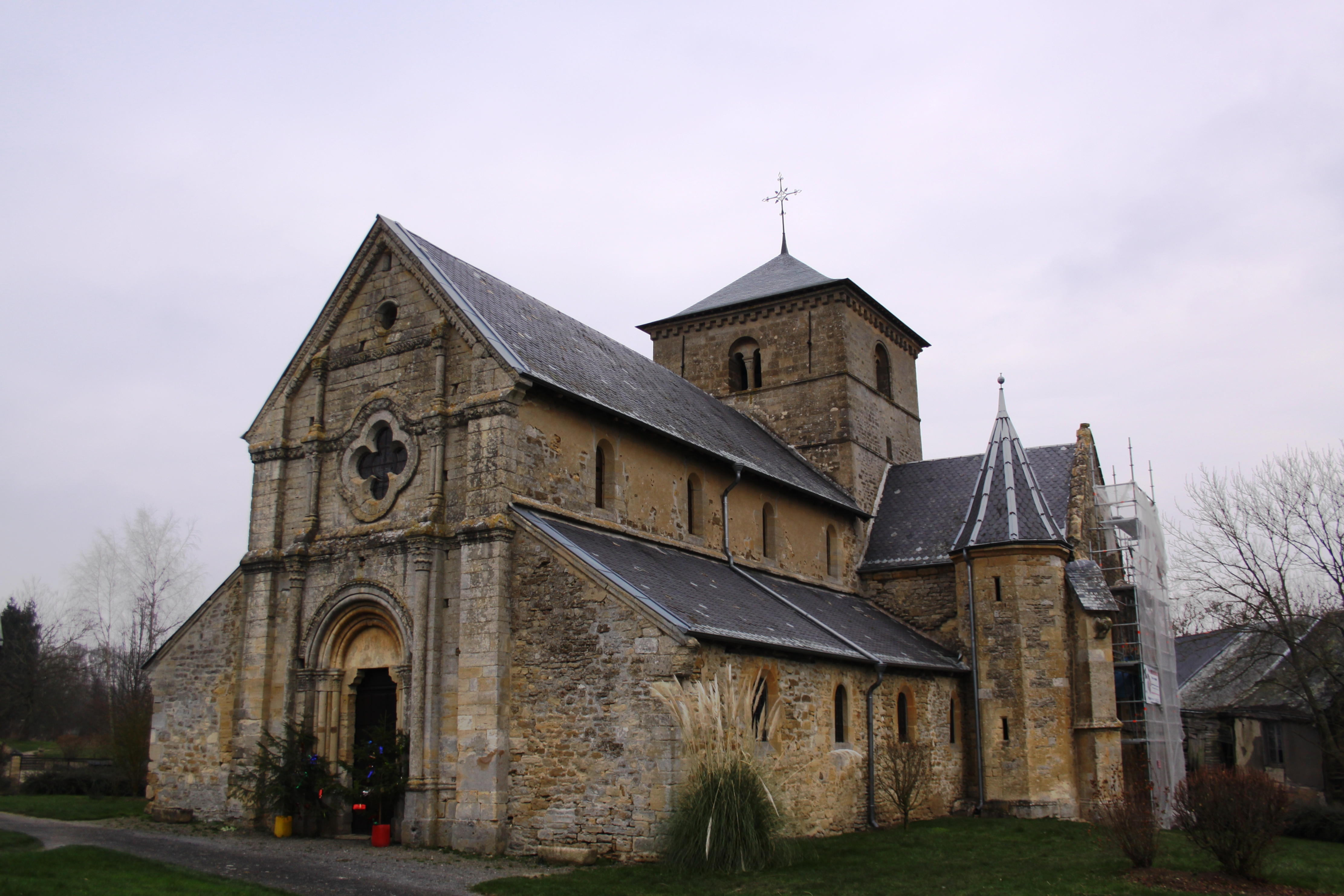
Kirche Notre-Dame

- Gefallenendenkmal